# Tour du Pays basque 2013
La 53e édition du Tour du Pays basque a eu lieu du 1er au 6 avril 2013. Il s'agit de la neuvième épreuve de l'UCI World Tour 2013. Elle voit la domination de la nouvelle génération colombienne et le premier sud-américain, Nairo Quintana (Movistar), remporter une épreuve UCI World Tour. Il devance les deux coureurs de la formation Sky Richie Porte et Sergio Henao, lui aussi colombien. Ces trois coureurs ont tous gagné une étape. Quintana s'adjuge également le classement par points et son équipe Movistar le classement par équipe. Le Basque Amets Txurruka (Caja Rural-Seguros RGA) gagne le classement de la montagne et celui des Metas Volantes (sprints intermédiaires).

## Présentation

### Parcours
Ce Tour du Pays basque débute par une étape pour puncheurs, avec notamment la montée du San Miguel dont le sommet est à 7,2 km de l'arrivée. Après une étape assez plate, deux arrivées au sommet sont programmées, à La Lejana et la désormais classique arrivée à Arrate. Ces deux étapes comprennent plusieurs ascensions. S'ensuivent alors une étape avec dix ascensions répertoriées. Enfin, la course se conclut par un contre-la-montre vallonné,.

### Équipes
En tant qu'épreuve World Tour, les 19 équipes disposant d'une licence World Tour participent à la course. Les organisateurs invitent en plus deux équipes de 2e division : Caja Rural-Seguros RGA et Cofidis. 21 équipes participent à ce Tour du Pays basque - 19 ProTeams et 2 équipes continentales professionnelles :
| Nom de l'équipe         | Pays        | Code |
| ----------------------- | ----------- | ---- |
| AG2R La Mondiale        | France      | ALM  |
| Argos-Shimano           | Pays-Bas    | ARG  |
| Astana                  | Kazakhstan  | AST  |
| Blanco                  | Pays-Bas    | BLA  |
| BMC Racing              | États-Unis  | BMC  |
| Cannondale              | Italie      | CAN  |
| Euskaltel Euskadi       | Espagne     | EUS  |
| FDJ                     | France      | FDJ  |
| Garmin-Sharp            | États-Unis  | GRS  |
| Katusha                 | Russie      | KAT  |
| Lampre-Merida           | Italie      | LAM  |
| Lotto-Belisol           | Belgique    | LTB  |
| Movistar                | Espagne     | MOV  |
| Omega Pharma-Quick Step | Belgique    | OPQ  |
| Orica-GreenEDGE         | Australie   | OGE  |
| RadioShack-Leopard      | Luxembourg  | RLT  |
| Saxo-Tinkoff            | Danemark    | TST  |
| Sky                     | Royaume-Uni | SKY  |
| Vacansoleil-DCM         | Pays-Bas    | VCD  |

| Nom de l'équipe        | Pays    | Code |
| ---------------------- | ------- | ---- |
| Caja Rural-Seguros RGA | Espagne | CJR  |
| Cofidis                | France  | COF  |

## Étapes
| Étape     | Date      | Villes étapes                          |  | Distance (km) | Vainqueur d’étape | Leader du classement général |
| --------- | --------- | -------------------------------------- |  | ------------- | ----------------- | ---------------------------- |
| 1re étape | 1er avril | Elgoibar - Elgoibar                    |  | 156,5         | Simon Gerrans     | Simon Gerrans                |
| 2e étape  | 2 avril   | Elgoibar - Vitoria-Gasteiz             |  | 170,2         | Daryl Impey       | Francesco Gavazzi            |
| 3e étape  | 3 avril   | Vitoria-Gasteiz - Trapagaran/La Lejana |  | 167,7         | Sergio Henao      | Sergio Henao                 |
| 4e étape  | 4 avril   | Trapagaran - Eibar/Arrate              |  | 151,6         | Nairo Quintana    | Sergio Henao                 |
| 5e étape  | 5 avril   | Eibar - Beasain                        |  | 166,1         | Richie Porte      | Sergio Henao                 |
| 6e étape  | 6 avril   | Beasain - Beasain                      |  | 24            | Tony Martin       | Nairo Quintana               |

## Déroulement de la course

### 1reétape
Dès le début de l'étape, Xabier Zandio (Sky), Ángel Madrazo (Movistar), Laurent Didier (RadioShack-Leopard), Maciej Paterski (Cannondale), Mikel Landa (Euskaltel Euskadi), Mikaël Cherel (AG2R La Mondiale) et Amets Txurruka (Caja Rural-Seguros RGA) s'échappent. Ils parviennent à prendre rapidement 50 s d'avance, puis Txurruka et Didier s'isolent en tête au km 27 dans la première ascension de la journée, l'Alto de Ascensio. Le duo va obtenir jusqu'à 6 min d'avance, puis la formation Saxo-Tinkoff contrôle l'avance des hommes de tête. L'écart, qui est d'environ 4 min à la mi-course, est de 2 min 20 s à 50 km de l'arrivée. À 36,5 km du but, dans le Kalbario, Txurruka lâche Didier. Au sommet, il possède 48 s d'avance sur son poursuivant et 1 min 40 s sur le peloton. Txurruka va ensuite perdre du temps sur le peloton, qui le reprend à 18,5 km de l'arrivée.
L'équipe Sky va prendre les commandes du peloton dans la dernière ascension du jour, via Vasil Kiryienka, puis c'est au tour de la formation Movistar. Au sommet, plusieurs coureurs chutent, notamment Jurgen Van den Broeck (Lotto-Belisol). Le peloton se morcèle en plusieurs groupes, puis se reforme en partie, avant qu'un groupe de 17 coureurs ne prenne les devants à 3 km de la ligne. On y retrouve Aleksandr Dyachenko, Jakob Fuglsang et Francesco Gavazzi (Astana), Simon Gerrans et Pieter Weening (Orica-GreenEDGE), Peter Velits (Omega Pharma-Quick Step), Simon Špilak et Ángel Vicioso (Katusha), Sergio Henao et Richie Porte (Sky), Alberto Contador et Roman Kreuziger (Saxo-Tinkoff), Rui Costa, Jesús Herrada et Nairo Quintana (Movistar), Tejay van Garderen (BMC Racing) et Yoann Bagot (Cofidis). Bien emmené par Weening, Gerrans lance le sprint à 200 m de la ligne et remporte l'étape devant Velits et Vicioso,,. Un groupe de 21 coureurs, où figure Samuel Sánchez (Euskaltel Euskadi), Andrew Talansky et Ryder Hesjedal (Garmin-Sharp), Andreas Klöden (RadioShack-Leopard), Damiano Cunego (Lampre-Merida), Jean-Christophe Péraud (AG2R La Mondiale) termine avec 5 s de retard. Igor Antón (Euskaltel Euskadi) et Diego Ulissi (Lampre-Merida) pointent à 12 s, Beñat Intxausti (Movistar) à 16 s, Nicolas Roche (Saxo-Tinkoff) et Thibaut Pinot (FDJ) à 21 s, Andy Schleck (RadioShack-Leopard) à 1 min 1 s, son coéquipier Maxime Monfort à 2 min 27 s, Thomas Danielson (Garmin-Sharp) à 4 min 58 s et Van den Broeck à 5 min 13 s.
|    | Coureur           | Équipe                  |    | Temps           |
| -- | ----------------- | ----------------------- | -- | --------------- |
| 1  | Simon Gerrans     | Orica-GreenEDGE         | en | 4 h 06 min 33 s |
| 2  | Peter Velits      | Omega Pharma-Quick Step | +  | m.t             |
| 3  | Ángel Vicioso     | Katusha                 |    | m.t             |
| 4  | Francesco Gavazzi | Astana                  |    | m.t             |
| 5  | Jakob Fuglsang    | Astana                  |    | m.t             |
| 6  | Sergio Henao      | Sky                     |    | m.t             |
| 7  | Alberto Contador  | Saxo-Tinkoff            |    | m.t             |
| 8  | Richie Porte      | Sky                     |    | m.t             |
| 9  | Nairo Quintana    | Movistar                |    | m.t             |
| 10 | Pieter Weening    | Orica-GreenEDGE         |    | m.t             |

|    | Coureur           | Équipe                  |    | Temps           |
| -- | ----------------- | ----------------------- | -- | --------------- |
| 1  | Simon Gerrans     | Orica-GreenEDGE         | en | 4 h 06 min 33 s |
| 2  | Peter Velits      | Omega Pharma-Quick Step | +  | m.t             |
| 3  | Ángel Vicioso     | Katusha                 |    | m.t             |
| 4  | Francesco Gavazzi | Astana                  |    | m.t             |
| 5  | Jakob Fuglsang    | Astana                  |    | m.t             |
| 6  | Sergio Henao      | Sky                     |    | m.t             |
| 7  | Alberto Contador  | Saxo-Tinkoff            |    | m.t             |
| 8  | Richie Porte      | Sky                     |    | m.t             |
| 9  | Nairo Quintana    | Movistar                |    | m.t             |
| 10 | Pieter Weening    | Orica-GreenEDGE         |    | m.t             |

### 2eétape
|    | Coureur             | Équipe                  |    | Temps           |
| -- | ------------------- | ----------------------- | -- | --------------- |
| 1  | Daryl Impey         | Orica-GreenEDGE         | en | 4 h 23 min 31 s |
| 2  | Francesco Gavazzi   | Astana                  | +  | m.t             |
| 3  | Ángel Vicioso       | Katusha                 |    | m.t             |
| 4  | Daniele Ratto       | Cannondale              |    | m.t             |
| 5  | Dennis Vanendert    | Lotto-Belisol           |    | m.t             |
| 6  | Michel Kreder       | Garmin-Sharp            |    | m.t             |
| 7  | Daniele Pietropolli | Lampre-Merida           |    | m.t             |
| 8  | Egoitz García       | Cofidis                 |    | m.t             |
| 9  | Maciej Paterski     | Cannondale              |    | m.t             |
| 10 | Peter Velits        | Omega Pharma-Quick Step |    | m.t             |

|    | Coureur            | Équipe                  |    | Temps           |
| -- | ------------------ | ----------------------- | -- | --------------- |
| 1  | Francesco Gavazzi  | Astana                  | en | 8 h 30 min 04 s |
| 2  | Ángel Vicioso      | Katusha                 | +  | m.t             |
| 3  | Peter Velits       | Omega Pharma-Quick Step |    | m.t             |
| 4  | Jakob Fuglsang     | Astana                  |    | m.t             |
| 5  | Nairo Quintana     | Movistar                |    | m.t             |
| 6  | Sergio Henao       | Sky                     |    | m.t             |
| 7  | Simon Gerrans      | Orica-GreenEDGE         |    | m.t             |
| 8  | Richie Porte       | Sky                     |    | m.t             |
| 9  | Rui Costa          | Movistar                |    | m.t             |
| 10 | Tejay van Garderen | BMC Racing              |    | m.t             |

### 3eétape
|    | Coureur          | Équipe            |    | Temps           |
| -- | ---------------- | ----------------- | -- | --------------- |
| 1  | Sergio Henao     | Sky               | en | 3 h 54 min 22 s |
| 2  | Carlos Betancur  | AG2R La Mondiale  | +  | 0 s             |
| 3  | Giampaolo Caruso | Katusha           |    | 5 s             |
| 4  | Nairo Quintana   | Movistar          |    | 8 s             |
| 5  | Diego Ulissi     | Lampre-Merida     |    | 10 s            |
| 6  | Richie Porte     | Sky               |    | 10 s            |
| 7  | Alberto Contador | Saxo-Tinkoff      |    | 10 s            |
| 8  | Simon Špilak     | Katusha           |    | 10 s            |
| 9  | Igor Antón       | Euskaltel Euskadi |    | 16 s            |
| 10 | Samuel Sánchez   | Euskaltel Euskadi |    | 21 s            |

|    | Coureur          | Équipe           |    | Temps            |
| -- | ---------------- | ---------------- | -- | ---------------- |
| 1  | Sergio Henao     | Sky              | en | 12 h 24 min 26 s |
| 2  | Nairo Quintana   | Movistar         | +  | 8 s              |
| 3  | Richie Porte     | Sky              |    | 10 s             |
| 4  | Alberto Contador | Saxo-Tinkoff     |    | 10 s             |
| 5  | Giampaolo Caruso | Katusha          |    | 10 s             |
| 6  | Simon Špilak     | Katusha          |    | 10 s             |
| 7  | Jakob Fuglsang   | Astana           |    | 21 s             |
| 8  | Pieter Weening   | Orica-GreenEDGE  |    | 21 s             |
| 9  | José Herrada     | Movistar         |    | 21 s             |
| 10 | Carlos Betancur  | AG2R La Mondiale |    | 21 s             |

### 4eétape
|    | Coureur                | Équipe            |    | Temps           |
| -- | ---------------------- | ----------------- | -- | --------------- |
| 1  | Nairo Quintana         | Movistar          | en | 3 h 58 min 52 s |
| 2  | Sergio Henao           | Sky               | +  | 2 s             |
| 3  | Alberto Contador       | Saxo-Tinkoff      |    | 2 s             |
| 4  | Carlos Betancur        | AG2R La Mondiale  |    | 2 s             |
| 5  | Simon Špilak           | Katusha           |    | 2 s             |
| 6  | Richie Porte           | Sky               |    | 2 s             |
| 7  | Jean-Christophe Péraud | AG2R La Mondiale  |    | 2 s             |
| 8  | Pieter Weening         | Orica-GreenEDGE   |    | 16 s            |
| 9  | Samuel Sánchez         | Euskaltel Euskadi |    | 23 s            |
| 10 | Alberto Losada         | Katusha           |    | 24 s            |

|    | Coureur                | Équipe            |    | Temps            |
| -- | ---------------------- | ----------------- | -- | ---------------- |
| 1  | Sergio Henao           | Sky               | en | 16 h 23 min 20 s |
| 2  | Nairo Quintana         | Movistar          | +  | 6 s              |
| 3  | Richie Porte           | Sky               |    | 10 s             |
| 4  | Alberto Contador       | Saxo-Tinkoff      |    | 10 s             |
| 5  | Simon Špilak           | Katusha           |    | 10 s             |
| 6  | Carlos Betancur        | AG2R La Mondiale  |    | 21 s             |
| 7  | Jean-Christophe Péraud | AG2R La Mondiale  |    | 26 s             |
| 8  | Pieter Weening         | Orica-GreenEDGE   |    | 35 s             |
| 9  | Giampaolo Caruso       | Katusha           |    | 35 s             |
| 10 | Samuel Sánchez         | Euskaltel Euskadi |    | 47 s             |

### 5eétape
|    | Coureur          | Équipe            |    | Temps           |
| -- | ---------------- | ----------------- | -- | --------------- |
| 1  | Richie Porte     | Sky               | en | 4 h 40 min 43 s |
| 2  | Samuel Sánchez   | Euskaltel Euskadi | +  | 4 s             |
| 3  | Sergio Henao     | Sky               |    | 4 s             |
| 4  | Nairo Quintana   | Movistar          |    | 4 s             |
| 5  | Pieter Weening   | Orica-GreenEDGE   |    | 4 s             |
| 6  | John Gadret      | AG2R La Mondiale  |    | 4 s             |
| 7  | Alberto Contador | Saxo-Tinkoff      |    | 4 s             |
| 8  | Simon Špilak     | Katusha           |    | 4 s             |
| 9  | Diego Ulissi     | Lampre-Merida     |    | 20 s            |
| 10 | Giampaolo Caruso | Katusha           |    | 20 s            |

|    | Coureur          | Équipe            |    | Temps            |
| -- | ---------------- | ----------------- | -- | ---------------- |
| 1  | Sergio Henao     | Sky               | en | 21 h 04 min 07 s |
| 2  | Nairo Quintana   | Movistar          | +  | 6 s              |
| 3  | Richie Porte     | Sky               |    | 6 s              |
| 4  | Alberto Contador | Saxo-Tinkoff      |    | 10 s             |
| 5  | Simon Špilak     | Katusha           |    | 10 s             |
| 6  | Pieter Weening   | Orica-GreenEDGE   |    | 35 s             |
| 7  | Carlos Betancur  | AG2R La Mondiale  |    | 37 s             |
| 8  | Samuel Sánchez   | Euskaltel Euskadi |    | 47 s             |
| 9  | Giampaolo Caruso | Katusha           |    | 51 s             |
| 10 | Diego Ulissi     | Lampre-Merida     |    | 1 min 03 s       |

### 6eétape
|    | Coureur                | Équipe                  |    | Temps       |
| -- | ---------------------- | ----------------------- | -- | ----------- |
| 1  | Tony Martin            | Omega Pharma-Quick Step | en | 35 min 05 s |
| 2  | Nairo Quintana         | Movistar                | +  | 17 s        |
| 3  | Beñat Intxausti        | Movistar                |    | 32 s        |
| 4  | Richie Porte           | Sky                     |    | 40 s        |
| 5  | Simon Špilak           | Katusha                 |    | 48 s        |
| 6  | Jean-Christophe Péraud | AG2R La Mondiale        |    | 51 s        |
| 7  | Sergio Henao           | Sky                     |    | 57 s        |
| 8  | Carlos Betancur        | AG2R La Mondiale        |    | 1 min 05 s  |
| 9  | Pieter Weening         | Orica-GreenEDGE         |    | 1 min 06 s  |
| 10 | Alberto Contador       | Saxo-Tinkoff            |    | 1 min 07 s  |

|    | Coureur          | Équipe           |    | Temps            |
| -- | ---------------- | ---------------- | -- | ---------------- |
| 1  | Nairo Quintana   | Movistar         | en | 21 h 39 min 35 s |
| 2  | Richie Porte     | Sky              | +  | 23 s             |
| 3  | Sergio Henao     | Sky              |    | 34 s             |
| 4  | Simon Špilak     | Katusha          |    | 35 s             |
| 5  | Alberto Contador | Saxo-Tinkoff     |    | 54 s             |
| 6  | Pieter Weening   | Orica-GreenEDGE  |    | 1 min 18 s       |
| 7  | Carlos Betancur  | AG2R La Mondiale |    | 1 min 19 s       |
| 8  | Beñat Intxausti  | Movistar         |    | 1 min 57 s       |
| 9  | Wout Poels       | Vacansoleil-DCM  |    | 2 min 47 s       |
| 10 | John Gadret      | AG2R La Mondiale |    | 2 min 56 s       |

## Classements finals

### Classement général
|    | Cycliste         | Pays      | Équipe           |    | Temps            |
| -- | ---------------- | --------- | ---------------- | -- | ---------------- |
| 1  | Nairo Quintana   | Colombie  | Movistar         | en | 21 h 39 min 35 s |
| 2  | Richie Porte     | Australie | Sky              | +  | 23 s             |
| 3  | Sergio Henao     | Colombie  | Sky              |    | 34 s             |
| 4  | Simon Špilak     | Slovénie  | Katusha          |    | 35 s             |
| 5  | Alberto Contador | Espagne   | Saxo-Tinkoff     |    | 54 s             |
| 6  | Pieter Weening   | Pays-Bas  | Orica-GreenEDGE  |    | 1 min 18 s       |
| 7  | Carlos Betancur  | Colombie  | AG2R La Mondiale |    | 1 min 19 s       |
| 8  | Beñat Intxausti  | Espagne   | Movistar         |    | 1 min 57 s       |
| 9  | Wout Poels       | Pays-Bas  | Vacansoleil-DCM  |    | 2 min 47 s       |
| 10 | John Gadret      | France    | AG2R La Mondiale |    | 2 min 56 s       |

### Classements annexes
|   | Cycliste       | Équipe   | Points |
| - | -------------- | -------- | ------ |
| 1 | Nairo Quintana | Movistar | 83     |
| 2 | Sergio Henao   | Sky      | 80     |
| 3 | Richie Porte   | Sky      | 67     |

|   | Cycliste       | Équipe                 | Points |
| - | -------------- | ---------------------- | ------ |
| 1 | Amets Txurruka | Caja Rural-Seguros RGA | 64     |
| 2 | José Herrada   | Movistar               | 32     |
| 3 | Laurent Didier | RadioShack-Leopard     | 27     |

|   | Cycliste         | Équipe                 | Points |
| - | ---------------- | ---------------------- | ------ |
| 1 | Amets Txurruka   | Caja Rural-Seguros RGA | 23     |
| 2 | Laurent Didier   | RadioShack-Leopard     | 9      |
| 3 | Matteo Montaguti | AG2R La Mondiale       | 8      |

|   | Équipe           | Pays    |    | Temps            |
| - | ---------------- | ------- | -- | ---------------- |
| 1 | Movistar         | Espagne | en | 65 h 03 min 18 s |
| 2 | AG2R La Mondiale | France  | +  | 1 min 51 s       |
| 3 | Katusha          | Russie  |    | 2 min 46 s       |

### UCI World Tour
Ce Tour du Pays basque attribue des points pour l'UCI World Tour 2013, seulement aux coureurs des équipes ayant un label ProTeam.
| Position           | 1er | 2e | 3e | 4e | 5e | 6e | 7e | 8e | 9e | 10e |
| Classement général | 100 | 80 | 70 | 60 | 50 | 40 | 30 | 20 | 10 | 4   |
| Par étape          | 6   | 4  | 2  | 1  | 1  |    |    |    |    |     |

| #  | Coureur          | Équipe                  | Points |
| -- | ---------------- | ----------------------- | ------ |
| 1  | Nairo Quintana   | Movistar                | 112    |
| 2  | Richie Porte     | Sky                     | 87     |
| 3  | Sergio Henao     | Sky                     | 82     |
| 4  | Simon Špilak     | Katusha                 | 62     |
| 5  | Alberto Contador | Saxo-Tinkoff            | 52     |
| 6  | Pieter Weening   | Orica-GreenEDGE         | 41     |
| 7  | Carlos Betancur  | AG2R La Mondiale        | 35     |
| 8  | Beñat Intxausti  | Movistar                | 22     |
| 9  | Wout Poels       | Vacansoleil-DCM         | 10     |
| 10 | Simon Gerrans    | Orica-GreenEDGE         | 6      |
| 10 | Daryl Impey      | Orica-GreenEDGE         | 6      |
| 10 | Tony Martin      | Omega Pharma-Quick Step | 6      |

| Suite du classement (13-22) | Suite du classement (13-22) | Suite du classement (13-22) | Suite du classement (13-22) |
| --------------------------- | --------------------------- | --------------------------- | --------------------------- |
| 13                          | Francesco Gavazzi           | Astana                      | 5                           |
| 14                          | John Gadret                 | AG2R La Mondiale            | 4                           |
| 14                          | Samuel Sánchez              | Euskaltel Euskadi           | 4                           |
| 14                          | Peter Velits                | Omega Pharma-Quick Step     | 4                           |
| 14                          | Ángel Vicioso               | Katusha                     | 4                           |
| 18                          | Giampaolo Caruso            | Katusha                     | 2                           |
| 19                          | Jakob Fuglsang              | Astana                      | 1                           |
| 19                          | Daniele Ratto               | Cannondale                  | 1                           |
| 19                          | Diego Ulissi                | Lampre-Merida               | 1                           |
| 19                          | Dennis Vanendert            | Lotto-Belisol               | 1                           |

## Évolution des classements
| Étape              | Vainqueur          | Classement général | Classement par points | Classement de la montagne | Classement des Metas Volantes | Classement par équipes |
| ------------------ | ------------------ | ------------------ | --------------------- | ------------------------- | ----------------------------- | ---------------------- |
| 1                  | Simon Gerrans      | Simon Gerrans      | Simon Gerrans         | Amets Txurruka            | Amets Txurruka                | Astana                 |
| 2                  | Daryl Impey        | Francesco Gavazzi  | Francesco Gavazzi     | Amets Txurruka            | Amets Txurruka                | Astana                 |
| 3                  | Sergio Henao       | Sergio Henao       | Sergio Henao          | Amets Txurruka            | Amets Txurruka                | Movistar               |
| 4                  | Nairo Quintana     | Sergio Henao       | Sergio Henao          | Amets Txurruka            | Amets Txurruka                | Katusha                |
| 5                  | Richie Porte       | Sergio Henao       | Sergio Henao          | Amets Txurruka            | Amets Txurruka                | Movistar               |
| 6                  | Tony Martin        | Nairo Quintana     | Nairo Quintana        | Amets Txurruka            | Amets Txurruka                | Movistar               |
| Classements finals | Classements finals | Nairo Quintana     | Nairo Quintana        | Amets Txurruka            | Amets Txurruka                | Movistar               |

## Liste des participants
| Légende | Légende                                                                                                  | Légende | Légende                                                                                         |
| ------- | --- | ------- | ----------------------------------------------------------------------------------------------- |
| Num     | Dossard de départ porté par le coureur sur ce Tour du Pays Basque                                        | Pos     | Position finale au classement général                                                           |
|         | Indique le vainqueur du classement général                                                               |         | Indique le vainqueur du classement de la montagne                                               |
|         | Indique le vainqueur du classement des sprints                                                           |         | Indique le vainqueur du classement des Metas Volante                                            |
| #       | Indique la meilleure équipe                                                                              |         |                                                                                                 |
| NP      | Indique un coureur qui n'a pas pris le départ d'une étape, suivi du numéro de l'étape où il s'est retiré | AB      | Indique un coureur qui n'a pas terminé une étape, suivi du numéro de l'étape où il s'est retiré |
| HD      | Indique un coureur qui a terminé une étape hors des délais, suivi du numéro de l'étape                   |         |                                                                                                 |

| Euskaltel Euskadi EUS | Euskaltel Euskadi EUS | Euskaltel Euskadi EUS |
| --------------------- | --------------------- | --------------------- |
| Num                   | Coureur               | Pos                   |
| 1                     | Samuel Sánchez (ESP)  | 15e                   |
| 2                     | Igor Antón (ESP)      | AB-5                  |
| 3                     | Gorka Izagirre (ESP)  | 52e                   |
| 4                     | Ion Izagirre (ESP)    | 47e                   |
| 5                     | Mikel Landa (ESP)     | AB-5                  |
| 6                     | Egoi Martínez (ESP)   | 51e                   |
| 7                     | Romain Sicard (FRA)   | 63e                   |
| 8                     | Rubén Pérez (ESP)     | AB-5                  |

| Sky SKY | Sky SKY                      | Sky SKY |
| ------- | ---------------------------- | ------- |
| Num     | Coureur                      | Pos     |
| 11      | Richie Porte (AUS)           | 2e      |
| 13      | Joe Dombrowski (USA)         | AB-5    |
| 15      | Sergio Henao (COL)           | 3e      |
| 16      | Vasil Kiryienka (BLR)        | 46e     |
| 17      | Jonathan Tiernan-Locke (GBR) | AB-5    |
| 18      | Xabier Zandio (ESP)          | AB-5    |

| Blanco BLA | Blanco BLA                 | Blanco BLA |
| ---------- | -------------------------- | ---------- |
| Num        | Coureur                    | Pos        |
| 21         | Laurens ten Dam (NED)      | 39e        |
| 22         | Juan Manuel Gárate (ESP)   | NP-6       |
| 23         | David Tanner (AUS)         | AB-5       |
| 24         | Paul Martens (GER)         | AB-5       |
| 26         | Lars Petter Nordhaug (NOR) | NP-5       |
| 27         | Bram Tankink (NED)         | AB-5       |
| 28         | Tom-Jelte Slagter (NED)    | AB-5       |

| Omega Pharma-Quick Step OPQ | Omega Pharma-Quick Step OPQ | Omega Pharma-Quick Step OPQ |
| --------------------------- | --------------------------- | --------------------------- |
| Num                         | Coureur                     | Pos                         |
| 31                          | Tony Martin (GER)           | 60e                         |
| 32                          | Kevin De Weert (BEL)        | NP-6                        |
| 33                          | Dries Devenyns (BEL)        | AB-1                        |
| 34                          | Carlos Verona (ESP)         | 56e                         |
| 35                          | Jérôme Pineau (FRA)         | NP-5                        |
| 36                          | Pieter Serry (BEL)          | 37e                         |
| 37                          | Kristof Vandewalle (BEL)    | AB-5                        |
| 38                          | Peter Velits (SVK)          | 20e                         |

| RadioShack-Leopard RLT | RadioShack-Leopard RLT | RadioShack-Leopard RLT |
| ---------------------- | ---------------------- | ---------------------- |
| Num                    | Coureur                | Pos                    |
| 41                     | Andy Schleck (LUX)     | AB-5                   |
| 42                     | Laurent Didier (LUX)   | 69e                    |
| 43                     | Matthew Busche (USA)   | 23e                    |
| 44                     | Andreas Klöden (GER)   | AB-5                   |
| 45                     | Maxime Monfort (BEL)   | 25e                    |
| 46                     | Ben Hermans (BEL)      | AB-1                   |
| 47                     | Jens Voigt (GER)       | 64e                    |
| 48                     | Haimar Zubeldia (ESP)  | 33e                    |

| Movistar MOV | Movistar MOV               | Movistar MOV |
| ------------ | -------------------------- | ------------ |
| Num          | Coureur                    | Pos          |
| 51           | Nairo Quintana (COL)       | 1er          |
| 52           | Jonathan Castroviejo (ESP) | 48e          |
| 53           | Juan José Cobo (ESP)       | AB-5         |
| 54           | Rui Costa (POR)            | 13e          |
| 55           | Jesús Herrada (ESP)        | 32e          |
| 56           | Beñat Intxausti (ESP)      | 8e           |
| 57           | Ángel Madrazo (ESP)        | 65e          |
| 58           | Javier Moreno (ESP)        | AB-5         |

| Astana AST | Astana AST                | Astana AST |
| ---------- | ------------------------- | ---------- |
| Num        | Coureur                   | Pos        |
| 61         | Jakob Fuglsang (DEN)      | 31e        |
| 62         | Aleksandr Dyachenko (KAZ) | 38e        |
| 63         | Enrico Gasparotto (ITA)   | AB-5       |
| 64         | Francesco Gavazzi (ITA)   | 44e        |
| 65         | Tanel Kangert (EST)       | 27e        |
| 66         | Janez Brajkovič (SLO)     | AB-4       |
| 67         | Alexey Lutsenko (KAZ)     | AB-5       |
| 68         | Egor Silin (RUS)          | 67e        |

| Katusha KAT | Katusha KAT              | Katusha KAT |
| ----------- | ------------------------ | ----------- |
| Num         | Coureur                  | Pos         |
| 71          | Eduard Vorganov (RUS)    | AB-5        |
| 72          | Giampaolo Caruso (ITA)   | 12e         |
| 73          | Alexandr Kolobnev (RUS)  | AB-5        |
| 74          | Sergey Chernetskiy (RUS) | 62e         |
| 75          | Alberto Losada (ESP)     | 19e         |
| 76          | Simon Špilak (SLO)       | 4e          |
| 77          | Petr Ignatenko (RUS)     | AB-5        |
| 78          | Ángel Vicioso (ESP)      | AB-5        |

| AG2R La Mondiale ALM | AG2R La Mondiale ALM         | AG2R La Mondiale ALM |
| -------------------- | ---------------------------- | -------------------- |
| Num                  | Coureur                      | Pos                  |
| 81                   | Jean-Christophe Péraud (FRA) | 17e                  |
| 82                   | Romain Bardet (FRA)          | 53e                  |
| 83                   | Carlos Betancur (COL)        | 7e                   |
| 84                   | Mikaël Cherel (FRA)          | AB-5                 |
| 85                   | John Gadret (FRA)            | 10e                  |
| 86                   | Blel Kadri (FRA)             | AB-5                 |
| 87                   | Matteo Montaguti (ITA)       | 36e                  |
| 88                   | Christophe Riblon (FRA)      | 68e                  |

| Saxo-Tinkoff TST | Saxo-Tinkoff TST               | Saxo-Tinkoff TST |
| ---------------- | ------------------------------ | ---------------- |
| Num              | Coureur                        | Pos              |
| 91               | Alberto Contador (ESP)         | 5e               |
| 92               | Chris Anker Sørensen (DEN)     | 48e              |
| 93               | Jesús Hernández Blázquez (ESP) | 59e              |
| 94               | Michael Rogers (AUS)           | AB-5             |
| 95               | Nicolas Roche (IRL)            | 41e              |
| 96               | Oliver Zaugg (SUI)             | AB-5             |
| 97               | Roman Kreuziger (CZE)          | 18e              |
| 98               | Sérgio Paulinho (POR)          | AB-5             |

| Lampre-Merida LAM | Lampre-Merida LAM         | Lampre-Merida LAM |
| ----------------- | ------------------------- | ----------------- |
| Num               | Coureur                   | Pos               |
| 101               | Damiano Cunego (ITA)      | 16e               |
| 102               | Diego Ulissi (ITA)        | 14e               |
| 103               | Daniele Pietropolli (ITA) | 28e               |
| 104               | Manuele Mori (ITA)        | AB-5              |
| 105               | Matteo Bono (ITA)         | AB-5              |
| 106               | José Serpa (COL)          | 54e               |
| 107               | Simone Stortoni (ITA)     | 58e               |
| 108               | Adriano Malori (ITA)      | 57e               |

| BMC Racing BMC | BMC Racing BMC           | BMC Racing BMC |
| -------------- | ------------------------ | -------------- |
| Num            | Coureur                  | Pos            |
| 111            | Philippe Gilbert (BEL)   | AB-5           |
| 112            | Steve Cummings (GBR)     | AB-4           |
| 113            | Amaël Moinard (FRA)      | 30e            |
| 114            | Tejay van Garderen (USA) | AB-5           |
| 115            | Dominik Nerz (GER)       | AB-5           |
| 116            | Martin Kohler (SUI)      | AB-5           |
| 117            | Brent Bookwalter (USA)   | AB-2           |
| 118            | Lawrence Warbasse (USA)  | AB-5           |

| Orica-GreenEDGE OGE | Orica-GreenEDGE OGE     | Orica-GreenEDGE OGE |
| ------------------- | ----------------------- | ------------------- |
| Num                 | Coureur                 | Pos                 |
| 121                 | Michael Albasini (SUI)  | 70e                 |
| 122                 | Simon Clarke (AUS)      | 35e                 |
| 123                 | Michael Matthews (AUS)  | AB-5                |
| 124                 | Daryl Impey (RSA)       | AB-5                |
| 125                 | Christian Meier (CAN)   | AB-5                |
| 126                 | Simon Gerrans (AUS)     | AB-4                |
| 127                 | Wesley Sulzberger (AUS) | 42e                 |
| 128                 | Pieter Weening (NED)    | 6e                  |

| Lotto-Belisol LTB | Lotto-Belisol LTB           | Lotto-Belisol LTB |
| ----------------- | --------------------------- | ----------------- |
| Num               | Coureur                     | Pos               |
| 131               | Jurgen Van den Broeck (BEL) | AB-4              |
| 132               | Bart De Clercq (BEL)        | 22e               |
| 133               | Olivier Kaisen (BEL)        | AB-5              |
| 134               | Dirk Bellemakers (BEL)      | AB-5              |
| 135               | Jurgen Van de Walle (BEL)   | AB-5              |
| 136               | Brian Bulgaç (NED)          | AB-3              |
| 137               | Dennis Vanendert (BEL)      | AB-5              |
| 138               | Jelle Vanendert (BEL)       | AB-2              |

| Cannondale CAN | Cannondale CAN             | Cannondale CAN |
| -------------- | -------------------------- | -------------- |
| Num            | Coureur                    | Pos            |
| 141            | Juraj Sagan (SVK)          | AB-5           |
| 142            | Federico Canuti (ITA)      | AB-5           |
| 143            | Cayetano Sarmiento (COL)   | 24e            |
| 144            | Paolo Longo Borghini (ITA) | AB-5           |
| 145            | Maciej Paterski (POL)      | AB-5           |
| 146            | Daniele Ratto (ITA)        | AB-5           |
| 147            | Cristiano Salerno (ITA)    | AB-1           |
| 148            | Brian Vandborg (DEN)       | AB-5           |

| FDJ | FDJ                    | FDJ  |
| --- | ---------------------- | ---- |
| Num | Coureur                | Pos  |
| 151 | Sandy Casar (FRA)      | AB-5 |
| 152 | Kenny Elissonde (FRA)  | AB-4 |
| 153 | Alexandre Geniez (FRA) | AB-4 |
| 154 | Laurent Mangel (FRA)   | AB-5 |
| 155 | Thibaut Pinot (FRA)    | 40e  |
| 156 | Jérémy Roy (FRA)       | AB-4 |
| 157 | Jussi Veikkanen (FIN)  | AB-5 |
| 158 | Arthur Vichot (FRA)    | AB-5 |

| Argos-Shimano ARG | Argos-Shimano ARG         | Argos-Shimano ARG |
| ----------------- | ------------------------- | ----------------- |
| Num               | Coureur                   | Pos               |
| 161               | Warren Barguil (FRA)      | AB-5              |
| 162               | Johannes Fröhlinger (GER) | AB-5              |
| 163               | Simon Geschke (GER)       | AB-5              |
| 164               | Patrick Gretsch (GER)     | AB-5              |
| 166               | Thierry Hupond (FRA)      | NP-5              |
| 167               | Thomas Peterson (USA)     | AB-5              |
| 168               | Georg Preidler (AUT)      | AB-5              |

| Garmin-Sharp GRS | Garmin-Sharp GRS       | Garmin-Sharp GRS |
| ---------------- | ---------------------- | ---------------- |
| Num              | Coureur                | Pos              |
| 171              | Thomas Danielson (USA) | 11e              |
| 172              | Koldo Fernández (ESP)  | AB-5             |
| 173              | Ryder Hesjedal (CAN)   | AB-5             |
| 174              | Alex Howes (USA)       | AB-5             |
| 175              | Peter Stetina (USA)    | 34e              |
| 176              | Andrew Talansky (USA)  | 29e              |
| 177              | Wesley Kreder (NED)    | AB-5             |
| 178              | Fabian Wegmann (GER)   | AB-5             |

| Vacansoleil-DCM VCD | Vacansoleil-DCM VCD     | Vacansoleil-DCM VCD |
| ------------------- | ----------------------- | ------------------- |
| Num                 | Coureur                 | Pos                 |
| 181                 | Sergueï Lagoutine (UZB) | 43e                 |
| 182                 | Thomas De Gendt (BEL)   | AB-4                |
| 183                 | Wout Poels (NED)        | 9e                  |
| 184                 | Rob Ruijgh (NED)        | AB-5                |
| 185                 | José Rujano (VEN)       | AB-4                |
| 186                 | Rafael Valls (ESP)      | AB-5                |
| 187                 | Pim Ligthart (NED)      | AB-5                |
| 188                 | Nikita Novikov (RUS)    | AB-5                |

| Cofidis COF | Cofidis COF               | Cofidis COF |
| ----------- | ------------------------- | ----------- |
| Num         | Coureur                   | Pos         |
| 191         | Yoann Bagot (FRA)         | 21e         |
| 192         | Egoitz García (ESP)       | AB-3        |
| 193         | Jérôme Coppel (FRA)       | AB-5        |
| 194         | Christophe Le Mével (FRA) | AB-5        |
| 195         | Luis Ángel Maté (ESP)     | 50e         |
| 196         | Daniel Navarro (ESP)      | NP-6        |
| 197         | Rein Taaramäe (EST)       | AB-5        |
| 198         | Tristan Valentin (FRA)    | 49e         |

| Caja Rural-Seguros RGA CJR | Caja Rural-Seguros RGA CJR | Caja Rural-Seguros RGA CJR |
| -------------------------- | -------------------------- | -------------------------- |
| Num                        | Coureur                    | Pos                        |
| 201                        | Danail Petrov (BUL)        | AB-5                       |
| 202                        | Amets Txurruka (ESP)       | 66e                        |
| 203                        | Iván Velasco (ESP)         | AB-5                       |
| 204                        | Marcos García (ESP)        | AB-5                       |
| 205                        | Antonio Piedra (ESP)       | AB-5                       |
| 206                        | André Cardoso (POR)        | 26e                        |
| 207                        | Fabricio Ferrari (URU)     | 61e                        |
| 208                        | Omar Fraile (ESP)          | 55e                        |